# ذا فيدار (مجلة)
أصدر كل من روب ستون وجون كوهين مجلة ذا فيدار (The Fader) عام 1998 وهي مجلة موسيقية يقع مقرها في نيويورك. وتقدم مجلة ذا فيدر أعمال أفضل الفنانين قبل شهور من اكتسابها شهرة واسعة، ومن بينها أعمال كانييه ويست وبون إيفر وأوتكاست ونيكي مناج وزا ستروكس ودريك وزا وايت ستريبس.

## نظرة عامة
أنشأ روب ستون وجون كوهين عام 1998 مجلة ذا فيدار وهي مجلة مستقلة يقع مقرها في منهاتن وكانت جريدة نيويورك تايمز قد أسمتها «المعيار الجديد للموسيقى والأناقة». ويركز محتوى المجلة على الموسيقى والأناقة والفن والثقافة.
يدير مجلة ذا فيدار الرئيس والناشر آندي كون، ولقد حصلت المجلة على العديد من الجوائز لقيامها بتغطية الموضوعات الفنية وحضورها عبر الإنترنت وفي المجال الترفيهي. ومن بين الجوائز التي حصلت عليها المجلة جوائز Gold Eddie من مجلة فوليو (Folio) لـ «أحسن مجلة ترفيهية» لعام 2011. وعام 2008. وكانت تلك المجلة أول منشور مطبوع يتم إطلاقه في تطبيق آي تيونز. وحصل برنامج FADER TV على جائزة Clicker عام 2009 و2010, وحصلت المجلة على جائزتي OMMA لحملات التسويق المتكاملة لعام 2010 مع نايك وليفي.

## الوسائل الإعلامية لشركة فيدار
تضم شركة The FADER, Inc. مجلة ذا فيدار وموقع thefader.com، وشركة أفلام FADER وشركة فيدار ليبابل]] للألبومات وFADER TV، الذي يُعد أحد الأصوات المميزة في الموسيقى السائدة والهامشية، rcrdlbl.com، وXLR8R, وXLR8R.com، وthetripwire.com, و1200squad.com، وThe Cornerstone Player، وThe Cornerstone Mixtape، وSuite903.com.

### منتدى فيدار
منتدى فيدار (The FADER Fort) هو ملتقى للدعوة فقط في مهرجان South by Southwest (SXSW) الذي يقام في أوسطن في 1101 E. 5th Street. تقوم بإنتاجه شركة Lacy Maxwell Productions وتم إنشاء الملتقى عام 2002, وتعقد فيه حفلات على مدار أربعة أيام وتضم الحفلات عروضًا مباشرة لفنانين مثل بون ثج إن هارموني وسيليه بيلز وإن إي أر دي وجاداكيز وليل بي وميجور ليزر وكيد كودي ونيون انديان. وكانت شركة ليفي هي الجهة الراعية للملتقى سابقًا، ولكن أعلنت شركة الإعلانات إقامة شراكة مع فيات في يناير لعام 2011. إن FADER Fort وFADER Fort NYC هي حفلة أنتجت أثناء ماراثون سي إم جيه للموسيقى يقدم ‘’استرخاءً لحظيًا من مشاهد CMJ من تحت الأرض.’’ ولقد شاركت فرقة ثيوفيليس لندن ورويال بانجز وغيرهما الكثيرون في حفل مدينة نيويورك عام 2010.

## الجوائز

### 2011
- جوائز FOLIO: المحتوى التحريري - أفضل إصدار ترفيهي للمستهلك تحت عنوان "Notorious B.I.G. ICON issue"
- جوائز The OMMA: «ملتقى The FADER FORT برعاية FIAT» - ترفيه وموسيقى - -إلى جانب الحملات عبر الإنترنت

### 2010
- أفضل جائزة Clicker Awards: «أفضل عرض موسيقي عبر الويب» – FADER TV
- جائزة min Online	للمحتوى التحريري والتصميم: إصدار مجلة واحدة (المستهلك)
- جوائز OMMA: ملتقى "The Levi’s®/FADER Fort" للترفيه (باستثناء التلفاز والأفلام) - الحملات المتكاملة عبر الإنترنت.
- جوائز OMMA: «شركة نايك للملابس الرياضية + FADER Presents Pitch Perfect» - الملابس وصيحات الأزياء - حملات متكاملة عبر الإنترنت.

### 2009
- Clicker: أفضل عرض موسيقي أصلي عبر الويب – Fader TV
- Clicker: أفضل عرض لعام 2009
- جوائز FOLIO: أفضل مجلة تحريرية للمستهلك، والترفيه وجائزة ذهبية لمقال واحد،: «دافيد بيرن قصة الغلاف»
- جوائز FOLIO: التصميم، أفضل تصميم عام، الرابح بالجائزة الفضية للمستهلك، مايو 2009
- جوائز Utne Independent Press: التغطية الفنية
- جوائز FOLIO FAME : أفضل مصصم إعلانات متخصصة للأحداث: الجائزة الفضية

### 2008
- جوائز FOLIO : المحتوى التحريري - جائزة Gold Eddie Award الذهبية من Folio لأفضل عدد كامل (مارس 2008) لمجلة ترفيه/مستهلك
- جوائز FOLIO : المحتوى التحريري - جائزة Gold Eddie من Folio لأفضل عمود/مدونة عبر الإنترنت لـ Schnipper’s Slept On (4 مارس 2008)
- جوائز FOLIO : التصميم - جائزة Silver Ozzie الفضية من Folio لأفضل استخدام للرسوم «صراع الحضارات» في عدد يوليو 2007
- الجائزة الماسية: أفضل إصدار عبر الويب في الفئة الرقمية: F2

### 2006–2001
- جوائز FOLIO : المحتوى التحريري: جائزة Eddie Award الذهبية لأفضل مجلة ترفيهية للمستهلك
- Advertising Age: المركز السابع لأفضل غلاف مجلة في العام
- L Style Report: أعلى 10 علامات تجارية في الأزياء
- مجلة FOLIO : جائزة Ozzie لأفضل صورة فوتوغرافية بالأبيض والأسود
- جوائز نيويورك الصحفية لنهاية العام: أفضل مجلة تتميز بطابع الحياة الحضرية
- Gear 100 List: أفضل الأماكن والأشخاص على الكوكب

## وصلات خارجية
- The FADER website